# Lieselotte Dankworth
Lieselotte Dankworth (* 9. September 1917; † 5. März 1995) war eine deutsche Bildhauerin.

## Leben und Werk
Lieselotte Dankworth machte von 1935/1936 eine Lehre als Buchhändlerin. Bis 1939 besuchte sie einen Abendkurs an der Kunstgewerbe- und Handwerkerschule der Stadt Berlin in Charlottenburg, auf dem sie Ruthild Hahne kennenlernte. Von 1943 bis 1944 machte sie an der Handwerkerschule München eine Bildhauer-Ausbildung. Von 1944 bis 1945 arbeitete sie in drei Schichten als Kopiererin in der Filmkopieranstalt Dröge & Siebert, einem NS-Musterbetrieb, in Berlin-Weißensee. Wenn sie Nachtschicht hatte, fuhr sie am Tag in die Preußische Akademie der Künste in das Atelier von Fritz Cremer und machte Gipsabgüsse und andere plastische Arbeiten wie Porträtbüsten. Dort arbeitete bis zu ihrer Verhaftung durch die Gestapo auch Ruthild Hahne. Im Atelier kam Lieselotte Dankworth auch mit Hanna Berger zusammen, die Cremer Modell stand.
Nach dem Ende des NS-Staats trat Lieselotte Dankworth in die KPD ein, und sie wurde dann auch Mitglied der SED.
Weil das Haus für Angehörige der Sowjetarmee benötigt wurde, musste sie ihre Wohnung räumen. Sie bekam über die Wohnungskommission ein Zimmer „bei netten Leuten“ zugewiesen.
Um etwas Einkommen zum Lebensunterhalt zu bekommen, fertigte sie kleine Plastiken, die sie verkaufte. Ihr Zimmervermieter erzählte ihr von Otto Sticht, der begonnen hatte, die Kunstschule des Nordens aufzubauen, die spätere Kunsthochschule Berlin-Weißensee. Als 1946 eine von ihm initiierte Ausstellung im NILES-Werk stattfand, saß Lieselotte Dankworth an der Kasse und machte Führungen, und sie stellte eine kleine Mädchenplastik aus, die sie sogar verkaufen konnte. Von 1946 bis 1951 studierte sie als eine der ersten Studenten der Schule bei Bernhard Heiliger, Heinrich Drake und Fritz Koelle Bildhauerei. Zu ihren Mitstudenten gehörten u. a. Walter Howard und Brigitte Jonelat-Saebisch (1925–2002). Eine von Lieselotte Dankworth geschaffene Porträtbüste wurde von der Schule angekauft. Nach dem Studium war Lieselotte Dankworth von 1951 bis 1953 an der Deutschen Akademie der Künste Meisterschülerin bei Gustav Seitz und 1953/1954 bei Cremer.
Lieselotte Dankworth war bald mit der starren, selbstgerechten Kunstpolitik der SED nicht einverstanden und äußerte an der Akademie den Wunsch, aus der Partei auszutreten. Darauf wurde ihr gesagt: „Nein, das kommt nicht in Frage, so ein feiner netter Mensch muss in der Partei sein.“
Lieselotte Dankworth wohnte dann in Rangsdorf und arbeitet als freischaffende Bildhauerin. In den 1950er Jahren war sie zeitweilig die Lebensgefährtin des Malers Hermann Hensel.
Sie war bis 1990 Mitglied des Verbands Bildender Künstler der DDR.

## Werke (Auswahl)
- Mutter im Friedenskampf (um 1951, Gips; auf der Ausstellung Künstler schaffen für den Frieden)

## Ausstellungen (unvollständig)
- 1951/1952: Berlin, Museumsbau am Kupfergraben („Künstler schaffen für den Frieden“)
- 1953: Berlin, Deutsche Akademie der Künste (Werke der Meisterschüler)

## Weblink
- Lieselotte Dankworth im Archiv der Akademie der Künste